# Cratere Pylos
Pylos  è un cratere sulla superficie di Marte.